# Cauzzi
Cauzzi (Cavuzzi o Cautij) è una nobile famiglia di Cremona.

## Storia
Considerata tra le più antiche ed illustri della città, è nota sin dal 1127 con il decurione Antoniolo. Ebbe in feudo Longardore, nel Contado di Cremona nel 1689 e nel 1690 Binanova e Levata. Il duca di Mantova fregiò la famiglia del titolo di marchesi.
Un ramo della famiglia si trasferisce nel Cinquecento a Mantova per esercitare funzioni legate alla corte dei Gonzaga. Alcuni esponenti rimangono a Mantova, altri vengono mandati dai duchi gonzagheschi nella periferia settentrionale del ducato: Francesco dei Cauzzi infatti al 1563 abitava già in Cavriana. Ancora oggi vi sono i discendenti fra cui l'attuale sindaco al suo secondo mandato.
Il Fostermann individua nella stirpe germanica Gausia o Gauzia (cui apparteneva anche il re longobardo Audoino) l'origine di alcuni nomi diffusi nell'Italia settentrionale a partire dalla caduta dell'impero romano. Fra questi troviamo i Cauzzi.
(...) La famiglia dei Cauzzi è annoverata poi fra le antiche che abitarono Cremona, donde alcuno venne in Mantova, altri rimasero nella prima lor patria (...) Quindi ci vien fatto di conoscere che Antonius filius. Mag. (figlio del magistrato) Francisci de Cauzzi all'anno 1509 esercitava di notaio in Mantova e fu padre a Francesco che al 1563 abitava in Cavriana (...).

## Cauzzi-Gonzaga

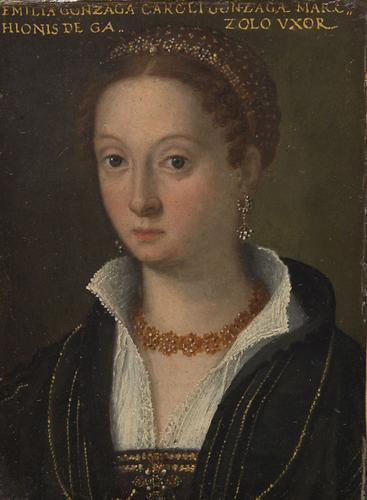
Ritratto di Emilia Cauzzi Gonzaga

Un ramo della famiglia si trasferì nel XV secolo a Mantova e fu al servizio dei Gonzaga. Tra i membri figura Francesco Cauzzi Gonzaga, figlio di Giovanni Maria Cauzzi, che sposò Isabella Boschetti, notoriamente la favorita di Federico II Gonzaga, marchese e primo duca di Mantova. A esso venne concessa l'aggregazione alla famiglia Gonzaga. Fu forse il padre di Emilia Cauzzi Gonzaga o fu forse la figlia naturale di Federico II Gonzaga, V marchese di Mantova e della sua amante Isabella Boschetti.

## Arma
D'oro a una mezza rapa con cinque foglie.